# Scriptorium de Bobbio

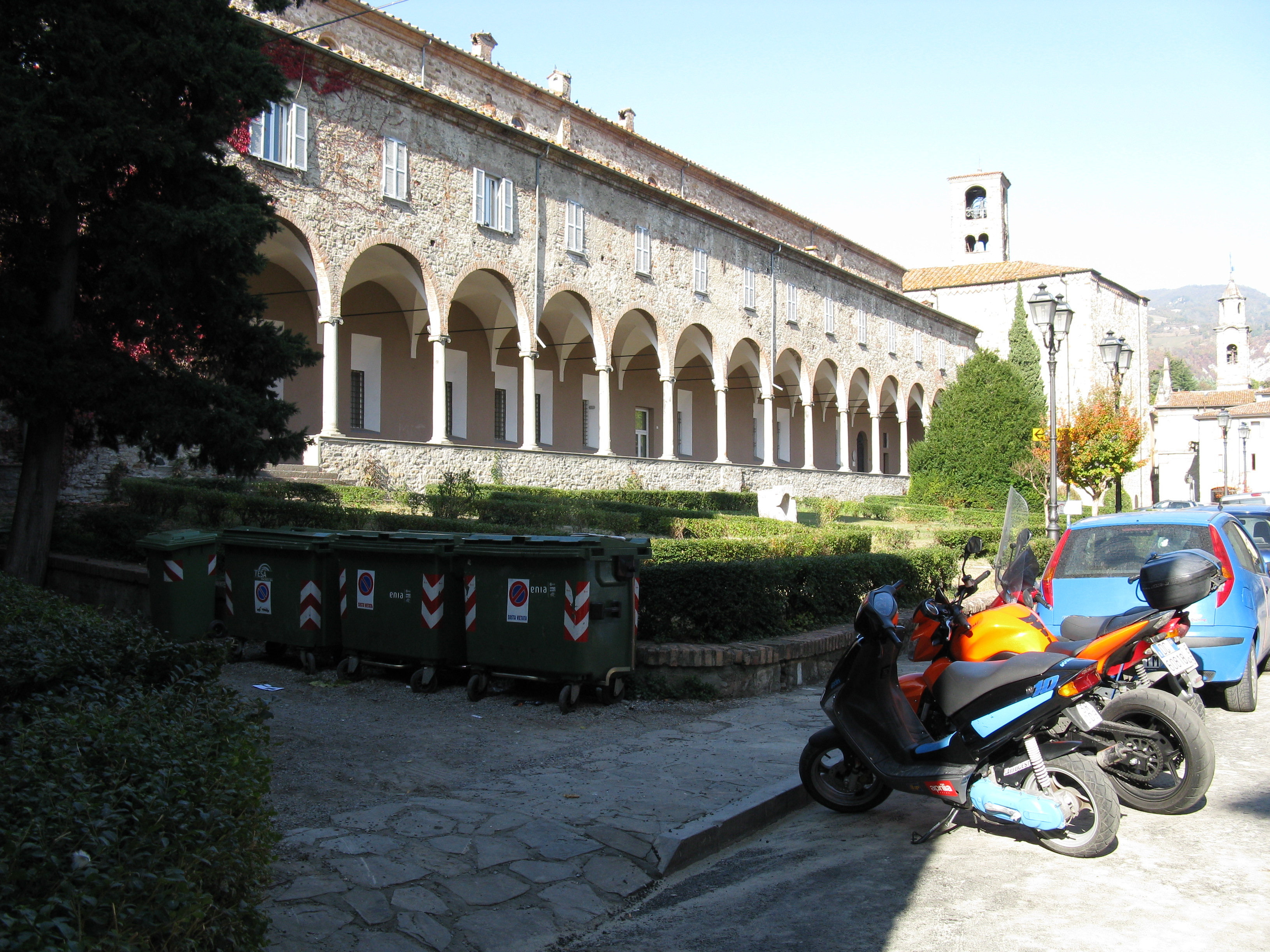
Le porche et les jardins du Scriptorium sur la Piazza San Fara à Bobbio.

Le Scriptorium de Bobbio était un important centre de documentation et une bibliothèque fondé par l'abbé Attala au VIIe siècle à l'abbaye de San Colombano à Bobbio. En 982, il abritait plus de 700 codex. Entre le VIIe et le IXe siècle, il a été le principal centre de production de livres de l'Italie du centre-nord. 
Il abrite aujourd'hui le musée de l'abbaye de San Colombano (it), ainsi qu'une école aux étages supérieurs.

## Histoire
La règle de saint Colomban exigeait des moines qu'ils se consacrent quotidiennement à l'étude et à l'écriture. L'abbé Attala établit un scriptorium dans l'abbaye de San Colombano , au centre d'un réseau de scriptoria existant à l'époque lombarde et carolingienne dans les divers monastères de l'ordre. Entre le VIIe et le IXe siècle, le Scriptorium de Bobbio devint le plus grand centre de production de livres du centre et du nord de l’Italie. 
Selon certains chercheurs du scriptorium, sous le troisième abbé, Saint Bobuleno, l'Édit de Rothari, le premier recueil écrit du droit lombard, promulgué en 643 par le roi Rothari, y fut rédigé. 
Le scriptorium a produit des manuscrits enluminés sur parchemin. Les moines irlandais qui y travaillaient introduisirent le style de l'art insulaire pour les miniatures, et un système particulier d’abréviations,. On y utilisait l’once, le demi-tour, la caroline et le gothique. Les codes produits étaient décorés avec des miniatures et avaient souvent des couvertures faites de bijoux. 
L'abbé Gerbert d'Aurillac, futur pape Sylvestre II, fit établir en 982 un catalogue de la bibliothèque rassemblant plus de 700 codex, dont le Glossarium Bobiense, du IXe siècle — l'une des premières encyclopédies médiévales. Outre les œuvres liturgiques, patristiques et hagiographiques, il y avait des œuvres d'auteurs latins, de grammairiens, de traités scientifiques, juridiques, d'histoire, de médecine, d'agriculture, d'art et de musique. Parmi les auteurs classiques figurent des œuvres de Plaute, Virgile, Terence, Ovide et Cicéron, ainsi que des historiens tels que Livio, Lucano, Orosio, ou Rutilius Namatianus. 
Le scriptorium est ensuite passé à l'ordre bénédictin. Certains des codex conservés dans la bibliothèque et produits par le scriptorium ont été perdus ; plusieurs spécimens de valeur ont été transférés au XVIIe siècle à la Biblioteca Ambrosiana de Milan et à la bibliothèque du Vatican à Rome. 
La bibliothèque a poursuivi ses activités jusqu'à la fermeture du monastère en 1803. Depuis 1963, il est le siège du Musée de l'Abbaye de San Colombano (it). 

### Patrimoine
Après avoir été dispersé dans d'autres bibliothèques, le Scriptorium a conservé 25 des 150 plus anciens manuscrits de littérature latine du monde. Tout le patrimoine du Scriptorium est archivé sur microfilm dans les Archives Historiques Bobiennes de la Cathédrale de Bobbio, qui contient également quelques parchemins et codex de la période entre le Ve et le IXe siècle. 
En 1824, le monastère légua une partie de la collection de manuscrits à la Bibliothèque universitaire nationale de Turin. En 2009, la collection réalisée par le recteur A. Bulla et une étude de Leandra Scappaticci ont permis de découvrir de nouveaux codex ou palimpsestes, dont certains manquent à la Bibliothèque de Turin. 
Parmi les codex ayant appartenu au scriptorium, citons : 
- Ambrosiana Orosius d'Orosio, un codex illuminé du VIIe siècle, se trouve maintenant à la bibliothèque ambrosienne de Milan ;
- l'Antiphonaire de Bangor, un manuscrit irlandais de la fin du VIIe siècle, du monastère de Bangor, et aujourd'hui encore à la Biblioteca Ambrosiana, qui selon la tradition a été portée à Bobbio par Saint Colomban lui-même, était probablement entre les mains du saint irlandais, mais il n’atteint le monastère des bobines que vers le IXe siècle, après les raids vikings.